# Single collection/Yaiko's selection
『Single collection/Yaiko's selection』（シングル・コレクション/ヤイコズ・セレクション）は、矢井田瞳のボックス・セット。2004年7月28日発売。発売元は東芝EMI。

## 解説
矢井田自身の誕生日である、7月28日、初のボックス・セットをリリース。
コピーコントロールCD仕様である。
｢Single collection｣｢Yaiko's selection｣DVDをセットにしたもの。
｢Single collection｣のみ同時発売。
｢Yaiko's selection｣は後にリリース。

## 収録曲
- DISC1 - 『Single collection』
- DISC2 - 『Yaiko's selection』
- DVD - ブライアン・バートンルイスによるデビューからのMV及びライブ映像をもとにした『Yaiko Music History番組』を収録している。